# Tupaia dorsalis
Tupaia dorsalis är en däggdjursart som beskrevs av Hermann Schlegel 1857. Tupaia dorsalis ingår i släktet Tupaia och familjen spetsekorrar. IUCN kategoriserar arten globalt som otillräckligt studerad. Inga underarter finns listade i Catalogue of Life.
Denna spetsekorre förekommer på Borneo. Arten vistas främst i låglandet och den når i bergstrakter 1200 meter över havet. Habitatet utgörs av olika slags skogar. Tupaia dorsalis är mycket sällsynt.